# Me One
Eric Martin conhecido como Me One e também MC Eric (Cardiff, 19 de agosto de 1970) é um cantor, multi-instrumentista, compositor e produtor musical jamaicano nascido em Gales, que se destacou por seu trabalho para o ato de gravação com o grupo Technotronic baseado na Bélgica.

## Início da vida
Nascido em Cardiff, no País de Gales, Martin é filho de pais jamaicanos; sua mãe, professora de inglês de Kingston e seu pai, pastor da Igreja Pentecostal de Saint Mary Parish. Martin foi educado em Cardiff, Londres e Nova York. Ele possui dupla nacionalidade jamaicana e britânica.

## Trabalho no Technotronic
Martin, foi um membro do grupo de dance music belga Technotronic, se creditando no grupo como MC Eric e apresentando os vocais principais no single de 1990 "This Beat Is Technotronic". No auge de sua carreira, eles fizeram uma turnê com Madonna em sua Blond Ambition World Tour nos anos 90.

## Carreira solo
O álbum de estréia de Martin sob o nome Me One foi lançado em maio de 2000 pela Island Records. O lançamento de 12 faixas foi intitulado Aseven as I'm Concerned The 12 track release was titled As Far as I'm Concerned e contou com Guru (de Gang Starr) em "Do You Know" e Michelle Gayle em uma versão cover do The Beach Boys na faixa "In My Room". Esta última foi lançada como single, juntamente com "Game Plan" e "Old Fashioned".
Além de seu trabalho solo, Martin escreveu com (ou para) Jeff Beck, Maxi Padre, The Roots, Capleton, Lynden David Hall e os Sugababes.
Em 2011, ele assinou um contrato de gravação com a gravadora Innovation Music, sediada em Glasgow.